# WWE Tough Enough
WWE Tough Enough là một truyền hình đô vật chuyên nghiệp được sản xuất bởi WWE, trong đó người tham gia trải qua quá trình đào tạo đấu vật chuyên nghiệp và cạnh tranh cho một hợp đồng với WWE. Có hai người chiến thắng mỗi mùa trong ba mùa giải đầu tiên, tất cả đều được phát sóng trên MTV.